# Casa de Leones (álbum)
Casa de Leones es el álbum debut homónimo del quinteto de reguetón puertorriqueño, fue publicado el 26 de junio de 2007 bajo los sellos White Lion y Warner Latina. Es un grupo formado por los dúos Jowell & Randy, J-King & Maximan y el solista Guelo Star, posee el sencillo «No Te Veo».

## Lista de canciones

### Disco 1
| Casa de Leones |                                                                                              |                                                                                                  |          |  |
| N.º            | Título                                                                                       | Escritor(es)                                                                                     | Duración |  |
| 1.             | «Intro (Pa' mi Ponce)» (con Arcángel, Ñejo & Dálmata, De la Ghetto, La India y Julio Voltio) | L. Caballero, M. DeJesus, H. Padilla, C. Crespo, J. Muñoz, J. Bonilla, R. Ortiz, Rafael Castillo | 5:25     |  |
| 2.             | «Esto es perreo»                                                                             | M. DeJesus, H. Padilla, J. Muñoz, J. Bonilla, R. Ortiz                                           | 4:08     |  |
| 3.             | «Potrona»                                                                                    | M. DeJesus, H. Padilla, J. Muñoz, J. Bonilla, R. Ortiz                                           | 3:14     |  |
| 4.             | «Trambo»                                                                                     | M. DeJesus, H. Padilla, J. Muñoz, J. Bonilla, R. Ortiz                                           | 4:29     |  |
| 5.             | «Dale con presión»                                                                           | M. DeJesus, H. Padilla, J. Muñoz, J. Bonilla, R. Ortiz                                           | 3:37     |  |
| 6.             | «Shorty» (Randy)                                                                             | Jorge Vásquez Luis Reyes, R. Ortiz                                                               | 4:06     |  |
| 7.             | «A veces pienso»                                                                             | M. DeJesus, H. Padilla, J. Muñoz, J. Bonilla, R. Ortiz                                           | 4:32     |  |
| 8.             | «Biggie Booty Lady»                                                                          | M. DeJesus, H. Padilla, J. Muñoz, J. Bonilla, R. Ortiz                                           | 4:31     |  |
| 9.             | «No te veo»                                                                                  | J. Bonilla, M. DeJesus, J. Muñoz, H. Padilla, R. Ortiz                                           | 4:48     |  |
| 10.            | «Ponte ahí»                                                                                  | J. Bonilla, M. DeJesus, J. Muñoz, H. Padilla, R. Ortiz                                           | 5:04     |  |
| 11.            | «Listen to Me Baby»                                                                          | M. DeJesus, H. Padilla, J. Muñoz, J. Bonilla, R. Ortiz                                           | 3:50     |  |
| 12.            | «There's No Reason»                                                                          | M. DeJesus, H. Padilla, J. Muñoz, J. Bonilla, R. Ortiz                                           | 3:50     |  |
| 13.            | «Yo sé» (Guelo Star)                                                                         | M. DeJesus                                                                                       | 2:47     |  |
| 14.            | «Qué pasó yal»                                                                               | M. DeJesus, H. Padilla, J. Muñoz, J. Bonilla, R. Ortiz                                           | 3:26     |  |
| 54:38          |                                                                                              |                                                                                                  |          |  |

### Disco 2
| Jowell & Randy |                            |                              |          |  |
| N.º            | Título                     | Escritor(es)                 | Duración |  |
| 1.             | «Sácala a bailar»          | R. Ortiz, J. Muñoz           | 3:34     |  |
| 2.             | «Dos palgas»               | R. Ortiz, J. Muñoz           | 3:23     |  |
| 3.             | «Soltura»                  | R. Ortiz, J. Muñoz           | 3:12     |  |
| 4.             | «Te ando buscando»         | R. Ortiz, J. Muñoz, V. Félix | 3:24     |  |
| 5.             | «Eh Oh Eh Oh»              | R. Ortiz, J. Muñoz           | 3:34     |  |
| 6.             | «Que te vaya bien» (Randy) | R. Ortiz, M. DeJesus         | 4:02     |  |
| 7.             | «Velandote»                | R. Ortiz, J. Muñoz           | 3:58     |  |
| 8.             | «Ese amor»                 | R. Ortiz, J. Muñoz           | 3:39     |  |
| 54:38          |                            |                              |          |  |

## Posicionamiento en listas
| Listas (2007)                        | Mejor posición |
| ------------------------------------ | -------------- |
| Estados Unidos (Billboard 200)       | 126            |
| Estados Unidos (Top Latin Albums)    | 3              |
| Estados Unidos (Latin Rhythm Albums) | 2              |

## Certificaciones
| País (Certificador) | Certificación | Ventas certificadas |
| --- | ------------- | ------------------- |
| Estados Unidos (RIAA) | Platino       | 60 000*             |
| ^cifras de envíos basadas únicamente en la certificación xcifras no especificadas basadas únicamente en la certificación |               |                     |